# Scytinostroma pseudopraestans
Scytinostroma pseudopraestans är en svampart som beskrevs av Boidin & Gilles 1988. Scytinostroma pseudopraestans ingår i släktet Scytinostroma och familjen Lachnocladiaceae.   Inga underarter finns listade i Catalogue of Life.